# Piz Champatsch
Piz Champatsch är en bergstopp i Schweiz.   Den ligger i regionen Engiadina Bassa/Val Müstair och kantonen Graubünden, i den östra delen av landet, 200 km öster om huvudstaden Bern. Toppen på Piz Champatsch är 2 969 meter över havet, eller 114 meter över den omgivande terrängen. Bredden vid basen är 1,1 km.
Terrängen runt Piz Champatsch är bergig söderut, men norrut är den kuperad. Runt Piz Champatsch är det mycket glesbefolkat, med 5 invånare per kvadratkilometer.. Närmaste större samhälle är Scuol, 14,1 km öster om Piz Champatsch. 
Trakten runt Piz Champatsch består i huvudsak av gräsmarker.